# Россельхозбанк
АО «Российский сельскохозяйственный банк», Россельхозбанк, РСХБ — универсальный коммерческий банк со 100 % государственным участием. Создан в 2000 году в целях развития национальной кредитно-финансовой системы агропромышленного сектора и сельских территорий Российской Федерации. Включён Банком России в перечень системно значимых кредитных организаций.
Из-за вхождения Крыма в состав Российской Федерации и войны России против Украины находится под санкциями Евросоюза и ряда других стран, а также отключён от международной межбанковской системы передачи информации и совершения платежей SWIFT.

## История
15 марта 2000 года исполняющий обязанности Президента Российской Федерации Владимир Путин подписал Распоряжение № 75-РП о создании «Российского сельскохозяйственного банка» — кредитной организации, на 100 % принадлежащей государству.
В апреле 2000 года банк получил лицензию Центрального банка России на осуществление банковской деятельности № 3349, а уже в сентябре приступил к обслуживанию клиентов и начал открывать корреспондентские счета. В декабре 2002 года банк приступил к осуществлению операций с денежными средствами физических лиц.
В 2006 году Россельхозбанк стал одним из ключевых участников приоритетного национального проекта «Развитие АПК», основной целью которого стало развитие агропромышленного сектора российской экономики и обеспечение продовольственной безопасности страны. В ходе реализации нацпроекта в 2006—2007 годах Россельхозбанк предоставил более 300 тыс. кредитов на общую сумму свыше 150 млрд рублей.
В июле 2007 года Россельхозбанк расширил свою деятельность, получив Генеральную лицензию ЦБ РФ на осуществление банковских операций.
С января 2008 года национальный проект «Развитие АПК» трансформируется в «Государственную программу развития сельского хозяйства на 2008—2012 годы», которая затем была продлена до 2020 года.
В 2010 году Правительство РФ утверждает 10-летнюю «Доктрину продовольственной безопасности», которая установила долю собственного зерна, растительного масла, рыбы, молочной и мясной продукции, картофеля в потреблении. Россельхозбанк становится одним из ключевых финансовых инструментов в реализации программы по увеличению производства сельскохозяйственной продукции внутри страны.
С 2017 года Россельхозбанк является одним из главных участников федерального проекта «Экспорт продукции АПК», который ставит целью достижение объёма экспорта российской сельхозпродукции в размере 45 млрд долларов США в стоимостном выражении к концу 2024 года.
С 2020 года РСХБ проводит акселератор технологических стартапов совместно со «Сколково».
В 2020 году «Россельхозбанк» первым из банков подписал соглашение с Министерством сельского хозяйства РФ по программе льготной сельской ипотеки, которая даёт возможность оформить кредит на приобретение недвижимости в сельской местности на льготных условиях. К сентябрю 2020 года банк выдал кредитов на сумму, превышающую 30 млрд рублей, более чем 15 тыс. клиентов. По информации банка, за 2020 год всего по программе банк выдал более 79 млрд рублей. С начала запуска программы сельской ипотеки весной 2020 года и по состоянию на начало 2024 года Россельхозбанк выдал 233 млрд рублей, которые пошли на решение жилищного вопроса 100 тыс. семей. На 2024 год наибольшее количество кредитов выдано в Башкортостане (13,2 млрд), Татарстане (11,5 млрд) и Новосибирской области (11 млрд).
В 2023 году РСХБ стал первым банком в России, где можно бесплатно оформить сертификат УКЭП (усиленную квалифицированную цифровую подпись) в мобильном приложении «Госключ» для подписания документов в электронном формате.
В этом же году РСХБ получил госаккредитацию для работы с биометрическими данными граждан.
В 2022—2023 годах «Россельхозбанк» фигурировал в требованиях Российской Федерации в «Черноморской зерновой инициативе» («Зерновая сделка») по переподключению к SWIFT. В 2023 году ЕС разрешил российским банкам, отключенным от SWIFT, но не попавшим под санкции, пользоваться альтернативными способами обмена финансовыми сообщениями: бумагой, факсом или электронной почтой. Россельхозбанк соответствует данным критериям.

## Руководство
100 % акций АО «Россельхозбанк» принадлежат Российской Федерации в лице Федерального агентства по управлению государственным имуществом (Росимущество).
Высшим органом власти в банке является Собрание акционеров, которое ежегодно назначает Наблюдательный совет. В задачи Совета входит определение основных направлений развития, в соответствии с указаниями акционеров. Также Совет выбирает и назначает правление банка: председателя и его заместителей. В их задачи входит реализация стратегических направлений развития, поставленных акционерами и Наблюдательным советом банка.

### Наблюдательный совет
С апреля по июль 2000 года наблюдательный совет РСХБ возглавляла Юлия Негашаева, затем её сменил Алексей Гордеев. С 2008 по 2011 года эту должность занимал Виктор Зубков. Его место занял Илья Ломакин-Румянцев, затем Дмитрий Пумпянский. С 2015 года — Александр Ткачёв, которого в сентябре 2017 сменил Аркадий Дворкович.
Председателем наблюдательного совета банка с июня 2018 года является Дмитрий Патрушев. На 2021 год в состав наблюдательного совета банка входили: Олег Богомолов, Александр Галушка, Аркадий Дворкович, Андрей Иванов, Борис Листов, Владимир Стржалковский, Оксана Тарасенко. На 2024 год состав наблюдательного совета неизвестен.

### Председатели правления
В январе 2000 года РСХБ возглавил Юрий Трушин, которого отправили в отставку в 2001 году. Его место занял Александр Житник. В июне 2004 года Трушина восстановили в должности председателя правления. В мае 2010 года Трушина сменил Дмитрий Патрушев. С июня 2018 года председателем правления АО «Россельхозбанк» является Борис Листов.

## Структура группы
В состав группы «Россельхозбанк» входит ряд компаний, в том числе:
- «РСХБ Управление активами» (2012 год) — основным направлением деятельности является деятельность по управлению инвестиционными фондами, паевыми инвестиционными фондами и негосударственными пенсионными фондами[45][46];
- «РСХБ-Лизинг» (2019 год) — специализируется на реализации лизинговых проектов как в сельском хозяйстве, так и в других отраслях экономики[47][48];
- «РСХБ-Факторинг» (2012 год) — факторинговая компания, специализирующаяся на предприятиях АПК[49][50];
- «РСХБ-Страхование» — страховая компания, которая специализируется на сельскохозяйственном страховании, страховании от несчастных случаев и болезней и страховании имущества юридических лиц[51];
- «РСХБ-Страхование жизни» — компания по страхованию жизни[52];
- «РСХБ-Интех» — IT компания, специализирующаяся на решениях для сектора АПК[53].

В 2022 году банк приобрёл разработчика банковского программного обеспечения R-Style Softlab.
В 2023 году банк учредил компанию «РСХБ Финансовые услуги» (уставный капитал 22,8 млрд.руб).
В апреле 2025 структура под управлением Россельхозбанка купила 50 % сервиса объявлений «Авито». Россельхозбанк был якорным кредитором Ивана Таврина при покупке сервиса в 2022 году.

## Деятельность
Основным направлением деятельности «Россельхозбанка» является финансовая поддержка государственных программ по развитию российского агропромышленного комплекса и сельских территорий.
Банк содействует развитию экспорта сельскохозяйственной продукции через специализированную продуктовую линейку, включая расчётные операции, валютный контроль, торговое финансирование. На конец 2019 года 25 % всей поставляемой на экспорт российской сельхозпродукции приходилось на клиентов «Россельхозбанка».
В 2019 году банк выдал предприятиям АПК кредитов на 1,3 трлн рублей. На финансирование сезонных работ в 2019 году банк выделил 381 млрд рублей. В 2020 году кредитный портфель банка в АПК увеличился на 301 млрд рублей (на 22 %) и составил 1,673 трлн рублей.
В 2017 году Рейтинговое агентство АКРА присвоило РСХБ рейтинговую оценку AA(RU) со стабильным прогнозом. Рейтинг ежегодно подтверждается (2018—2025).
На 2020 год региональная сеть РСХБ покрывала 82 субъекта РФ.
За 2018—2023 годы РСХБ вложил 500 млрд руб. в малые хозяйствования. В 2023 году фермерам было выдано 127 миллиардов рублей.
Одно из ключевых направлений деятельности банка — кредитование сезонных работ. На 2024 год доля Россельхозбанка в этом сегменте — 70 процентов. К 2020 году банк выдал агропромышленному комплексу кредитов на сумму свыше 9 трлн рублей, а к 2023 — 15 трлн. За это время более 5500 инвестиционных проектов от Калининграда до Владивостока получили поддержку банка, что позволило создать свыше 400 тысяч рабочих мест в сфере сельского хозяйства.

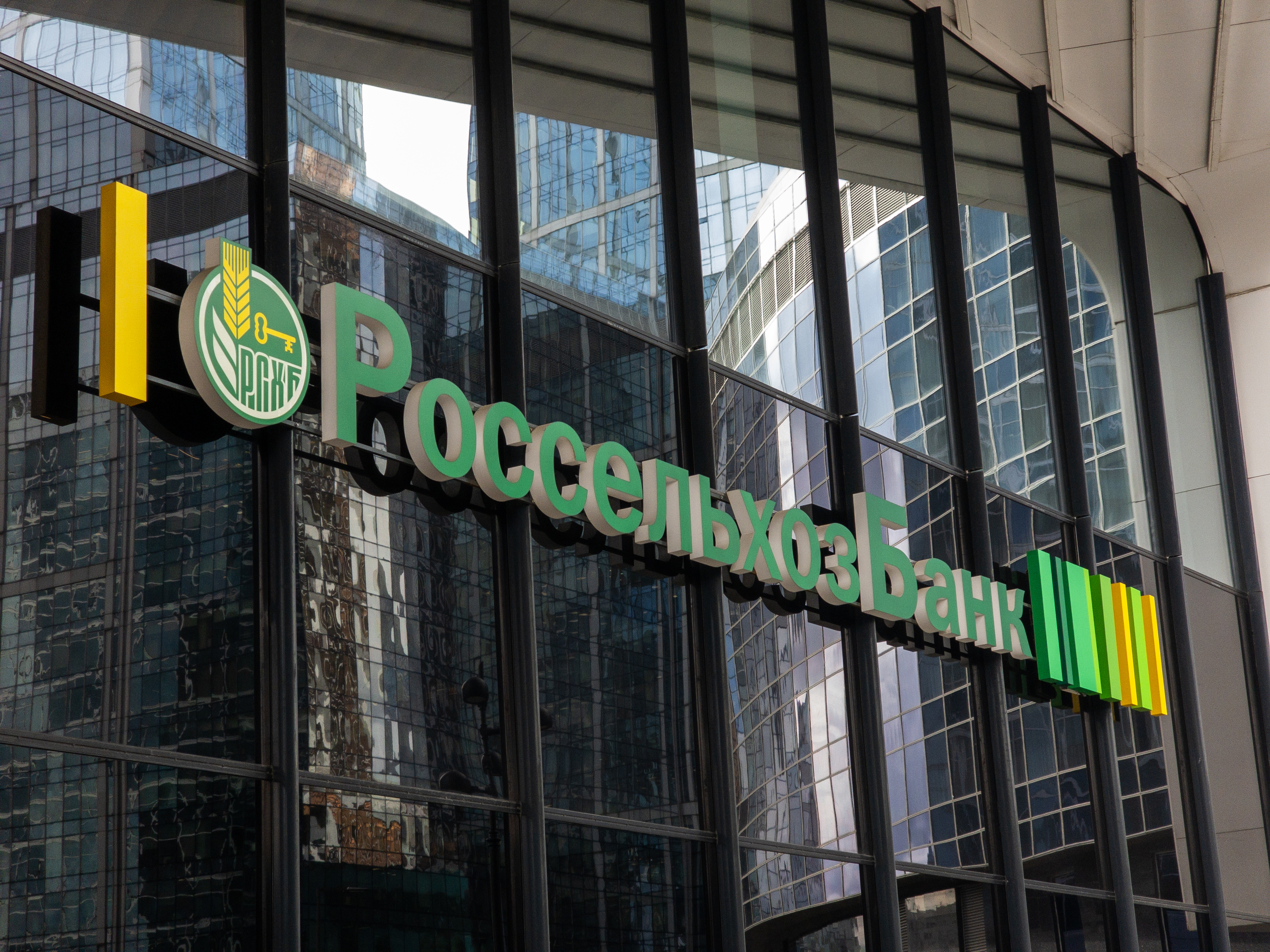
Отделение «Россельхозбанка» на Пресненской набережной в Москве, 2023 год

В 2023 году рейтинговое агентство НКР присвоило эмитенту «Россельхозбанк» кредитный рейтинг по национальной российской рейтинговой шкале на уровне «AA+.ru». Прогноз по рейтингу — «стабильный». Рейтинг ежегодно подтверждается (2024—2025)).
В 2023 году банку присвоена категория ААА+++ Антикоррупционного рейтинга российского бизнеса.
В том же году РСХБ получил статус лидера национального рейтинга прозрачности закупок с присвоением статуса «Гарантированная прозрачность».
За 2023 год Россельхозбанк совершил более 80 сделок по организации размещения облигаций общим объёмом более 1 трлн рублей, заняв 5 место среди организаторов по данным рэнкинга Cbonds (реальный сектор).
На 2024 год работало 1,3 тысячи отделений банка.
По размерам региональной сети РСХБ является третьим банком России. Около 70 % офисов Россельхозбанка расположены в малых городах с населением менее 50 тыс. жителей и в сельских населенных пунктах.
На 2024 год РСХБ входит в топ-5 крупнейших банков РФ. Услугами РСХБ пользуются более 7 млн клиентов.
На 2024 год среди клиентов Банка — свыше 55 тыс. фермерских хозяйств. Доля РСХБ на рынке кредитования МФХ превышает 70 %.
С 2017 года совместно с руководством российских регионов «Россельхозбанк» проводит фестивали фермерской еды «Своё», которые позволяют небольшим сельскохозяйственным предприятиям рассказать о своей продукции, а потребителям — познакомиться с продукцией своего региона в формате семейного праздника. На 2023 год фестиваль посетило более 1 млн человек, свои достижения представили 1,5 тыс. фермерских хозяйств.
В 2022 году РСХБ запустил федеральный проект «Вкусная пятница», где фермеры могут продавать свою продукцию на территории государственных и коммерческих предприятий. За год их посетило 500 000 покупателей.
В 2020 году «Россельхозбанк» запустил экосистему «Своё». В этом же году экосистема вошла в число победителей международного конкурса инноваций Gartner Eye on Innovation Award в номинации «Финансовые сервисы 2020». Она стала первым проектом из России, победившим в финале премии за все время её существования. По состоянию на 2023 год, в экосистему входят 7 платформ, которыми пользуются 3 млн человек. В частности, «Своё. Фермерство» предназначена для комплексной цифровизации небольших предприятий, занятых в сфере АПК, а маркетплейс «Своё Родное» помогает с реализацией фермерской продукции. Также в экосистему входят: «Своё Село» — платформа по сопровождению проектов ИЖС; «Своё Жилье» — платформа для подбора, приобретения и ремонта квартиры в сельской местности; «Своё За городом» — портал по продвижению сельского туризма; «Всё Своё» — платформа по продаже сельскохозяйственной продукции частным лицам; «Я в Агро» — навигатор по рынку труда в АПК и смежных отраслях.
В 2019 году РСХБ запустил стипендиальную программу для учащихся сельхозвузов. Получателями именных стипендий в 2023—2024 годах стали 410 студентов и аспирантов. Размер стипендии — 15-20 тысяч рублей ежемесячно.
В 2020 году при поддержке Министерства сельского хозяйства РФ «Россельхозбанк» запустил федеральный образовательный проект «Школа фермеров» по подготовке специалистов для работы в сельском хозяйстве. Программа стартовала в Ставропольском крае, Новосибирской области, Республике Башкортостан и Московской области на базе аграрных вузов.
В 2022 году Россельхозбанк запустил проект «Агролидеры России» для тех, кто проходит профподготовку в учебных заведениях высшего и среднего звена. В рамках проекта руководители предприятий АПК ведут лекции, оказывают экспертную поддержку, а также работы, которые студенты предоставляют на конкурс стартапов. На 2024 год в проекте приняли участие свыше 2,5 тысяч студентов из более чем 70 аграрных вузов и колледжей страны.
В 2023 году банк реализовал программу грантов для молодых ученых аграрных вузов. В программу грантов для молодых ученых вошли 7 вузов. Сумма гранта составила 1 млн рублей. По итогам трёх этапов отбора и оценки проектов с привлечением Министерства сельского хозяйства победителями стали 14 учёных — по 2 от каждого из 7 вузов-участников.
В апреле 2025 года Банк России составил первый ренкинг банков, лидирующих по удельному числу обоснованных жалоб заёмщиков в 2024 году. Ранжирование проводилось в трёх группах банков - с клиентской базой более 5 млн.кредитов, системно значимые банки и банки, не относящиеся к системно значимым. Среди системно значимых банков Россельхозбанк занял первое место. Показатель обоснованных жалоб составил 7,9 на 1 млн выданных кредитов.

## Финансовые показатели
На январь 2010 года банк занимал третье место по размеру капитала (157,7 млрд рублей) и четвёртое место по размеру чистых активов (951,4 млрд рублей). На 2023 год банк занимает 5 место по объёму активов (4541,06 млрд рублей) и 5 место по размеру капитала (583,4 млрд руб.).
С 2010 года РСХБ получил от государства в общей сложности около 300 млрд рублей. С 2014 года банк показывал убытки по МСФО. По итогам 2017 года — сократил убытки в три раза — с 58,9 млрд до 19,5 млрд рублей. В первом квартале 2018 года вышел на чистую прибыль — она составила 876 млн рублей.
На 1 июня 2018 года банк занимал четвёртое место в банковской системе РФ с активами в 3,5 трлн рублей.
Чистая прибыль группы «Россельхозбанка» по МСФО по итогам 1 полугодия 2020 года составила 1,4 млрд рублей.
На 1 февраля 2021 года объём нетто-активов банка составил 4,0 трлн рублей, объём собственных средств — 0,5 трлн рублей. За 2020 год банк получил прибыль в размере 2,2 млрд рублей. На февраль 2022 года банк занимал 6 место в банковской системе РФ с объёмом нетто-активов 4,219 трлн руб.
Россельхозбанк в 2023 году увеличил чистую прибыль по МСФО до 31,8 млрд рублей. Кредитный портфель группы (до вычета резервов) в течение 2023 года вырос на 306,1 млрд рублей (+9,0 %) и составил 3,7 трлн рублей.
Чистая прибыль группы РСХБ по МСФО за I полугодие 2024 года составила 26 млрд рублей, что почти на 70 % выше аналогичных показателей прошлого года.
По итогам 2024 года РСХБ увеличил чистую прибыль по МСФО на 25 %, до 39,8 млрд рублей.

## Санкции
В июле 2014 года банк попал под санкции США вместе с ВТБ и «Банком Москвы».
24 февраля 2022 года, на фоне вторжения России на Украину, банк включён в санкционный список Канады. Также 24 февраля банк попал под секторальные санкции США.
3 июня 2022 года банк включён в санкционный список стран Евросоюза и отключён от SWIFT.
Банк находится под санкциями Великобритании, Швейцарии, Австралии, Японии, Украины и Новой Зеландии.